# (10471) Marciniak
(10471) Marciniak – planetoida z głównego pasa planetoid okrążająca Słońce w ciągu 4,45 lat w średniej odległości 2,71 au. Odkrył ją Schelte Bus 2 marca 1981 roku w Obserwatorium Siding Spring. Nazwa planetoidy pochodzi od Anny Marciniak (ur. 1979) – polskiej astronom pracującej w Obserwatorium Astronomicznym Uniwersytetu im. Adama Mickiewicza w Poznaniu.